# Ордоньес, Игнасио
Игнасио Барсена Ордоньес (исп. Ignacio Ordóñez; 2 февраля 1966, Бильбао, Страна Басков — 7 октября 2020) — испанский самбист, дзюдоист и борец вольного стиля, чемпион (1981) и бронзовый призёр (1979) первенств мира по самбо среди юниоров, серебряный призёр чемпионата Европы по самбо 1984 года (Бильбао), чемпион мира по самбо 1984 года (Мадрид), участник соревнований по борьбе летних Олимпийских игр 1984 года в Лос-Анджелесе, призёр международных турниров. По самбо выступал во второй полусредней весовой категории (до 74 кг).
На Олимпиаде испанец последовательно проиграл за явным преимуществом представителю Турции Селахаттину Сагану (14-0), югославу Шабану Сейди (12-0) и выбыл из борьбы за медали.